# Anisota peigleri
Espèce
Anisota peigleri est une espèce de lépidoptères (papillons) appartenant à la famille des Saturniidae.